# Кугмо
Кугмо (фін. Kuhmo, до 1937  — Кугмоніемі)  — місто (з 1986) Фінляндії, у провінції Кайнуу.

## Географія
Розташоване у південно-східній частині провінції Кайнуу, за 120 км від російського кордону. Площа  — 5,456.82 км², водяне дзеркало  — 649,97 км², щільність населення  — 1.87 осіб/км².

## Клімат
| Кліматограма Кугми | Кліматограма Кугми | Кліматограма Кугми | Кліматограма Кугми | Кліматограма Кугми | Кліматограма Кугми | Кліматограма Кугми | Кліматограма Кугми | Кліматограма Кугми | Кліматограма Кугми | Кліматограма Кугми | Кліматограма Кугми |
| --- | ------------------ | ------------------ | ------------------ | ------------------ | ------------------ | ------------------ | ------------------ | ------------------ | ------------------ | ------------------ | ------------------ |
| С | Л                  | Б                  | К                  | Т                  | Ч                  | Л                  | С                  | В                  | Ж                  | Л                  | Г                  |
| 45 −8 −12 | 37 −7 −11          | 40 −2 −8           | 38 4 −3            | 63 12 4            | 77 17 9            | 86 20 13           | 85 17 11           | 71 12 7            | 63 4 1             | 59 −1 −4           | 57 −4 −8           |
| Середня макс. і мін. температури повітря (°C) Атмосферні опади (мм), за рік : 721 мм. Джерело: «Climate-Data.org» (англ.) |                    |                    |                    |                    |                    |                    |                    |                    |                    |                    |                    |

## Історія
Кугмо засноване у 1865 році. Місто постраждало під час російської агресії (1939  — 1940), бомбардувалося 48 разів.

## Населення
Чисельність населення міста, станом 31 грудня 2023, налічує на 7582 осіб.

## Пам'ятки
У Кугмо є село, присвячене національному епосу Калевала, що є головною історичною пам'яткою.

## Відомі люди
- Паула Легтомякі (нар. 1972) — фінський політик.

## Міста-побратими
- Орослань[hu], Угорщина[6]
- Робертсфорс, Швеція[6]
- Шаля, Словаччина[6]